# Свети Йоан Предтеча (Субашкьой)
„Свети Йоан Предтеча“ (на гръцки: Τίμιου Προδρόμου) е православна църква в сярското село Субашкьой (Нео Сули), Гърция, част от Сярската и Нигритска епархия.

## История
Църквата е известна и като Продромуди (Προδρομούδι), тоест Малък Предтеча, за да се отличава от Серския манастир „Свети Йоан Предтеча“. Издигната е в южната част на салото в 1891 година върху по-стар храм. По време на строителството са открити основите на стара църква във византийски стил, мраморни клони и плочи от подовото покритие и архитектурни елементи. Тази първоначална църква е била изгорена. Надписът на мраморна плоча в църквата казва, че храмът е възстановен, след като Евангелос Атанасиу Гредис сънува в 1883 година, че трябва да го направи. Църквата пострадва по време на българската окупация през зимата на 1916 - 1917 година - съюзнически на България турски войници изгарят дървенията и иконите. В 1924 година църквата е обновена по инициатива на Андонис Маркопулос. По-късно е добавен нартекс и в 2001 година храмът е изписан. През 1981 година тук са преместени селските гробища. Иконата на Свети Георги от XVIII век е прехвърлена в енорийския храм „Успение Богородично“.